# Narodowa Galeria Słowenii
Narodowa Galeria Słowenii (słoweń. Narodna galerija Slovenije) – muzeum sztuki w Lublanie, otwarte w 1920 roku, dysponujące największą kolekcją sztuki na terenie Słowenii.

## Historia
Idea utworzenia narodowej galerii sztuki słoweńskiej sięga końca XIX wieku. Jednymi z jej orędowników byli: austriacki dziennikarz Peter von Radics, bankier i dyplomata oraz burmistrz Lublany Ivan Hribar oraz towarzystwo Društvo za krščansko umetnost. Galeria została założona w 1918 roku – 18 września tegoż roku powstało towarzystwo na rzecz powstania owego muzeum. Początkowo, od 1920 roku zbiory prezentowano w pałacu Kresija.
W 1926 roku galeria wprowadziła się do obecnej siedziby o nazwie Narodni dom. Wystawy stałe umieszczono na pierwszym piętrze budynku, które wyremontowano w tym celu w 1933 roku. Księga inwentarzowa muzeum jest prowadzona od dwudziestolecia międzywojennego. Zbiory pochodzą z zakupów, wypożyczeń i darów. Po II wojnie światowej muzeum uzyskało nowe zbiory od instytucji państwowych

## Budynek
W 1893 roku towarzystwo Narodni dom ogłosiło konkurs na projekt nowego budynku użyteczności publicznej w Lublanie, który mógłby pomieścić narodową czytelnię oraz być siedzibą dla szeregu towarzystw. Wygrał projekt czeskiego architekta, Františka Edmunda Škabrouta. Zamysł był oparty na bryle Teatru Narodowego w Pradze. Budowę rozpoczęto w 1894 roku, uszkodziło ją trzęsienie ziemi w 1895 roku, gmach uroczyście otwarto 10 października 1896 roku.  
W 1993 roku dobudowano nowe skrzydło według projektu Edvarda Ravnikara, dzięki czemu zyskano 2200 m² powierzchni ekspozycyjnej. W 2002 roku zbudowano przeszklony łącznik pomiędzy Narodnim domem a dobudowanym skrzydłem, powstał on według projektu biura Sadar + Vuga. W latach około 2013–2016 przeprowadzono rewitalizację gmachu muzeum i połączono trzy obiekty w spójną całość. 

## Zbiory
Muzeum dysponuje największą kolekcją sztuki na terenie Słowenii. Wystawa stała obejmuje 587 eksponatów (stan na 2016 rok) i obejmuje: kolekcję sztuki słoweńskiej (malarstwo i rzeźba) od XIII wieku do 1. ćwierci XX wieku (m.in. dzieła Ivana Grohara czy Riharda Jakopicia) oraz kolekcję sztuki europejskiej. Wystawa jest podzielona na sekcje według epok historycznych. Dodatkowo wydzielono kolekcję Zorana Mušicia.
W holu wejściowym znajduje się oryginał barokowej Fontanny Robby.

## Galeria

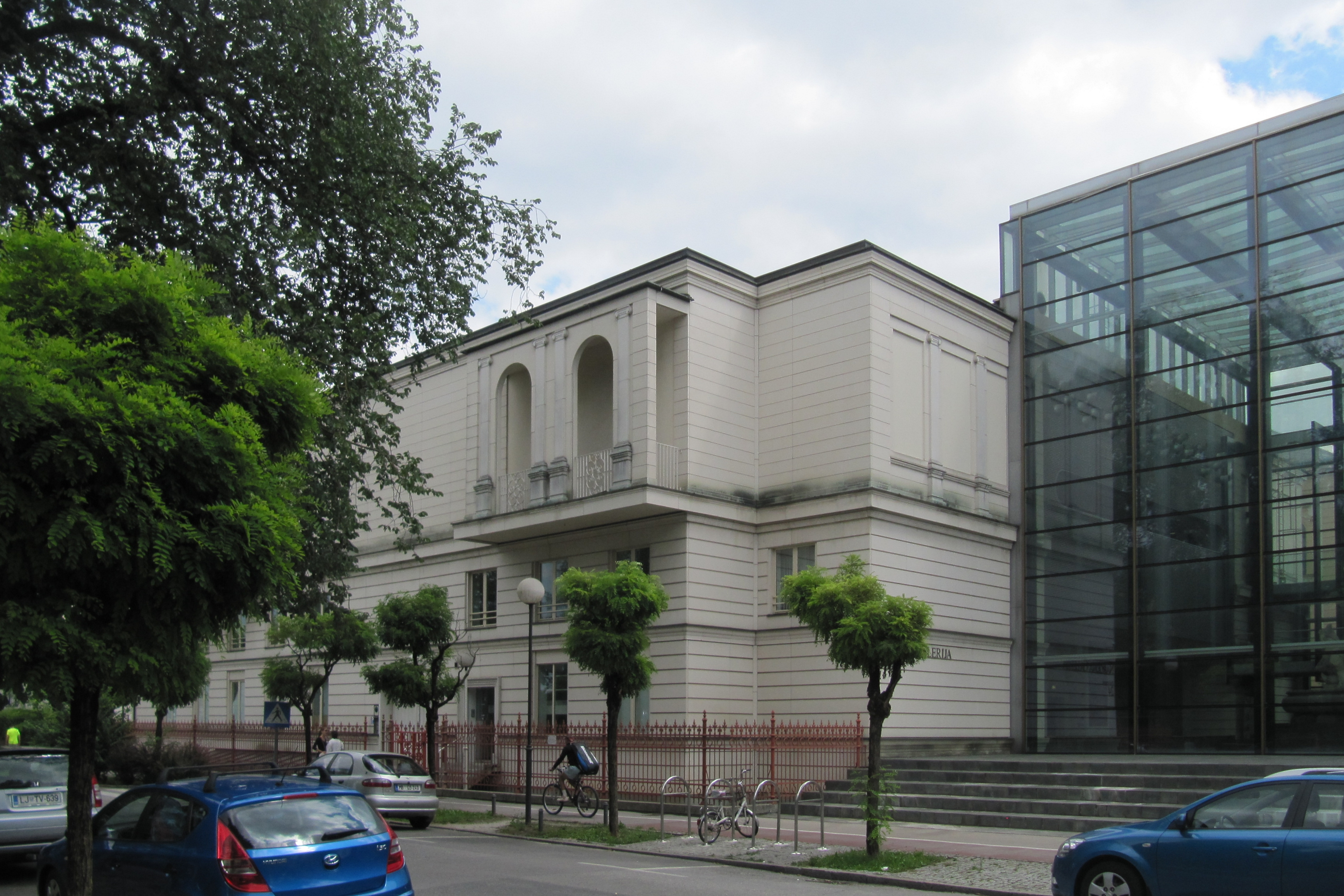
Przeszklony łącznik
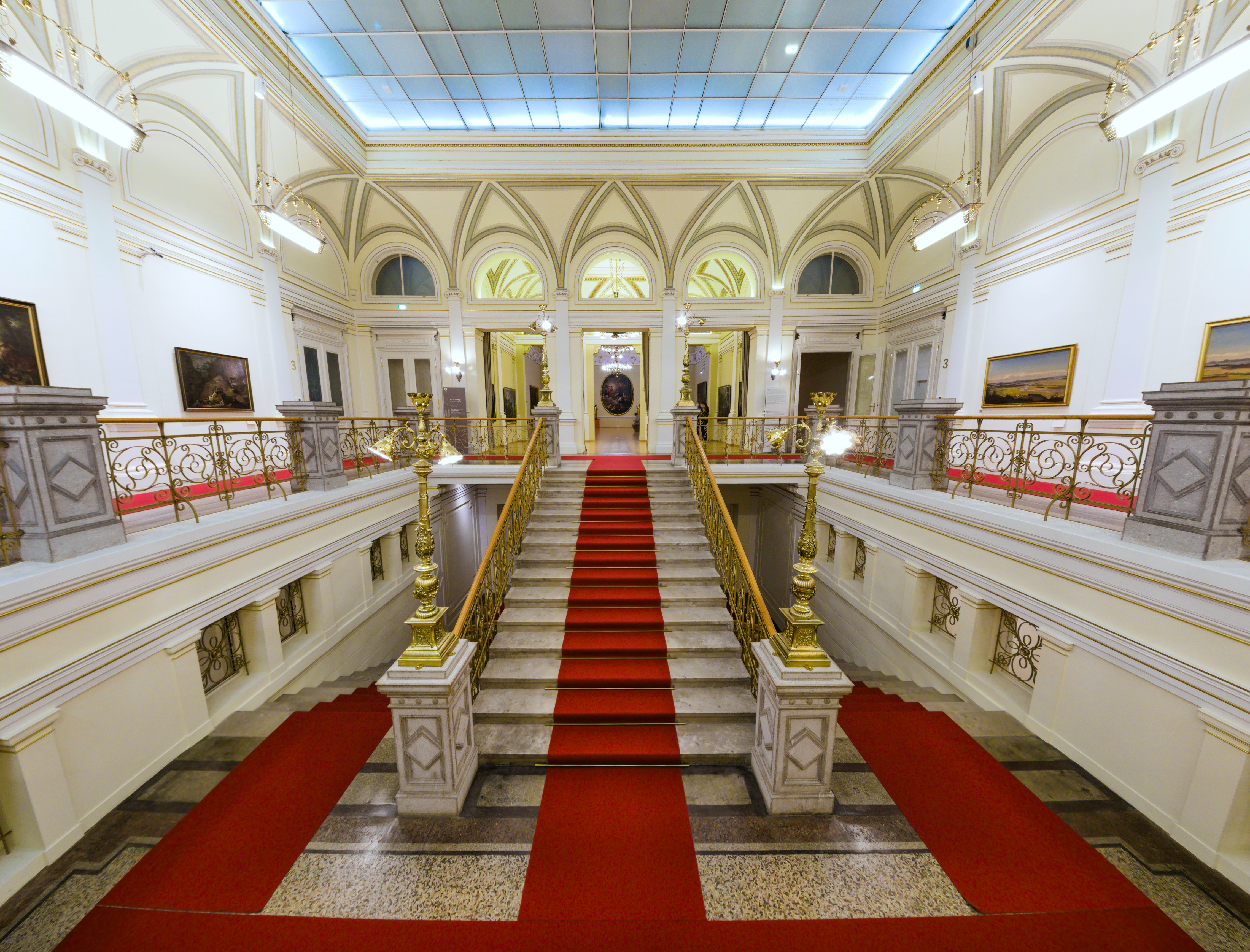
Klatka schodowa
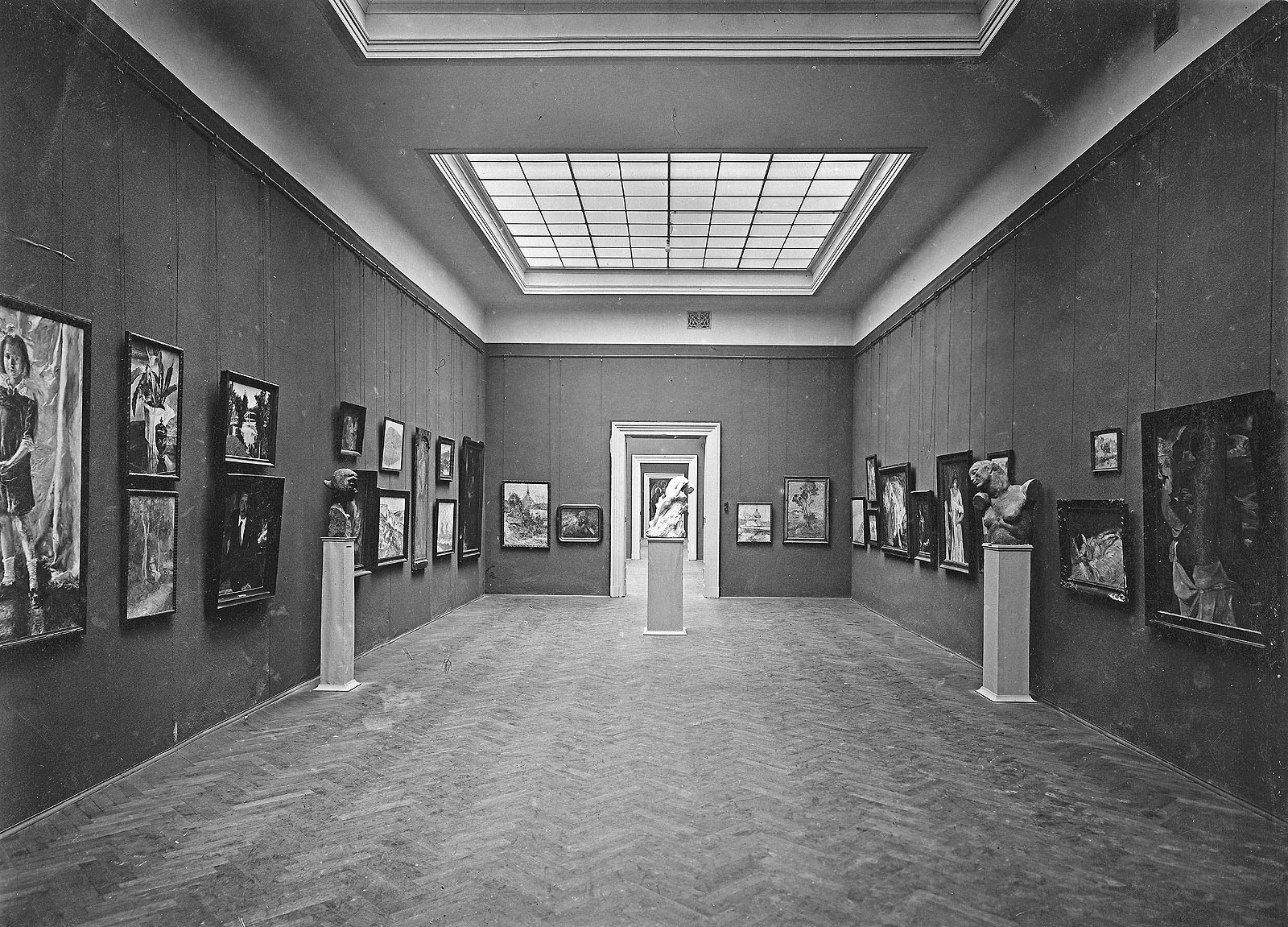
Wystawa stała w 1933 roku
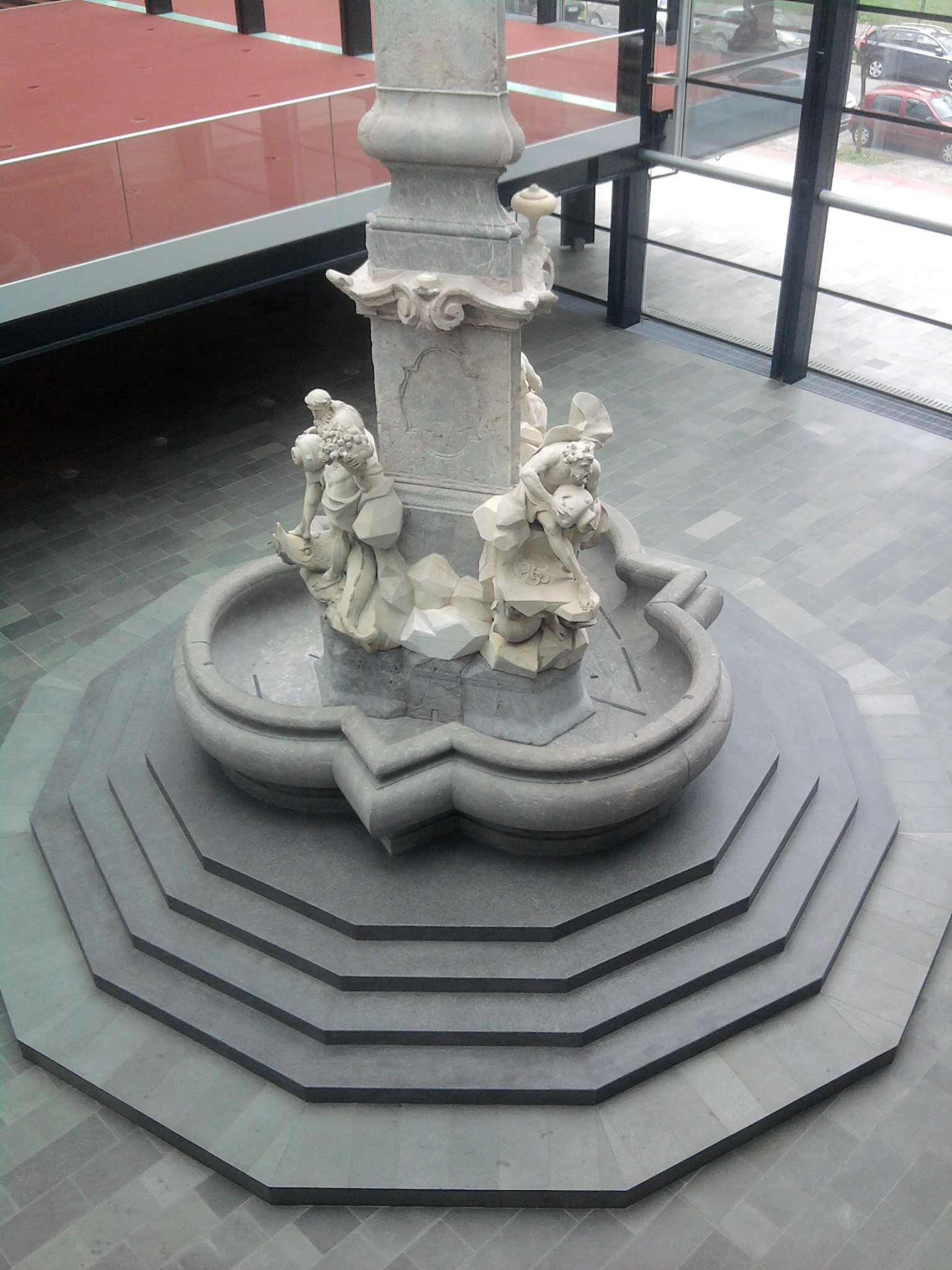
Oryginał Fontanny Robby
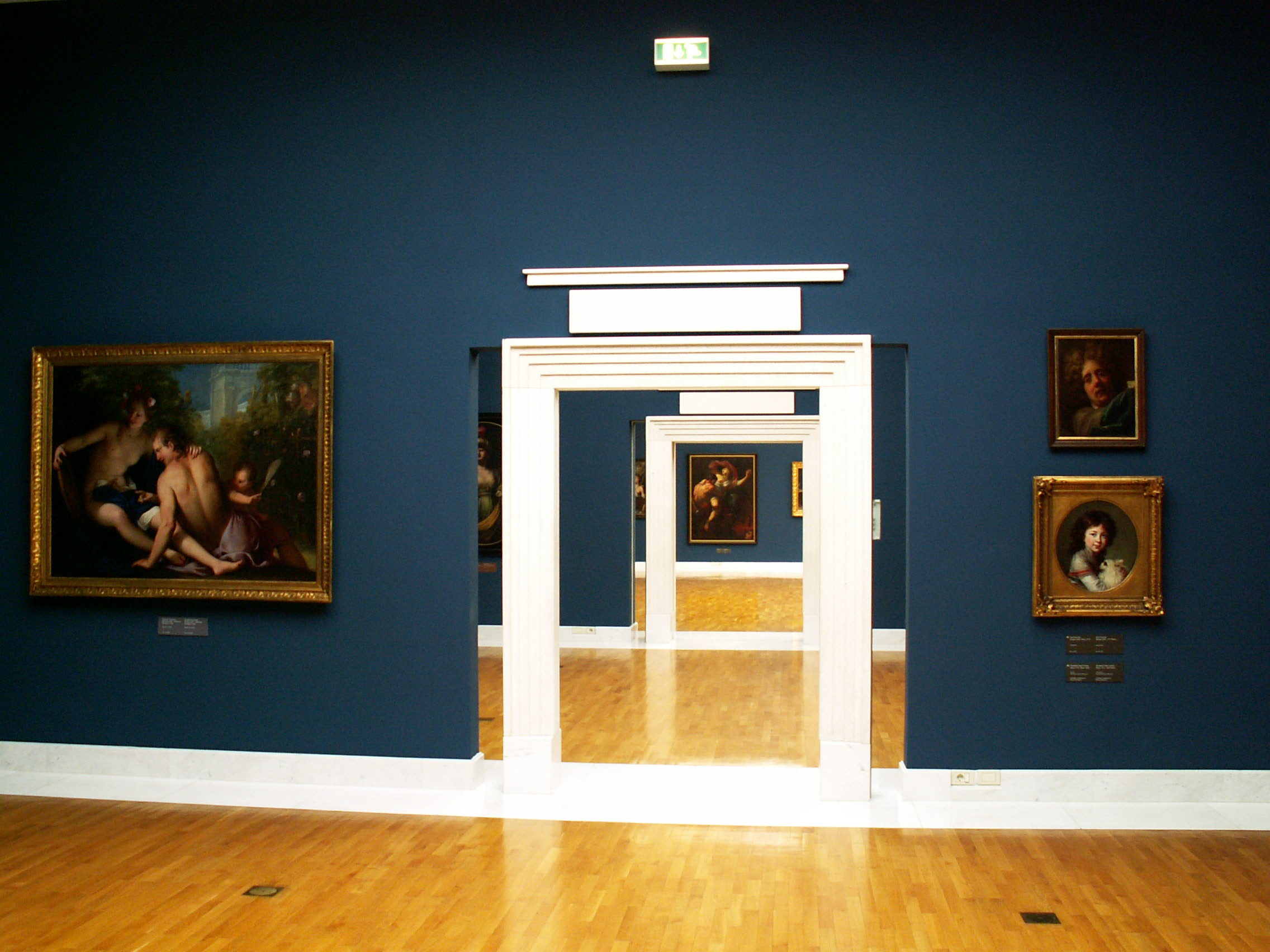
Sala ekspozycyjna
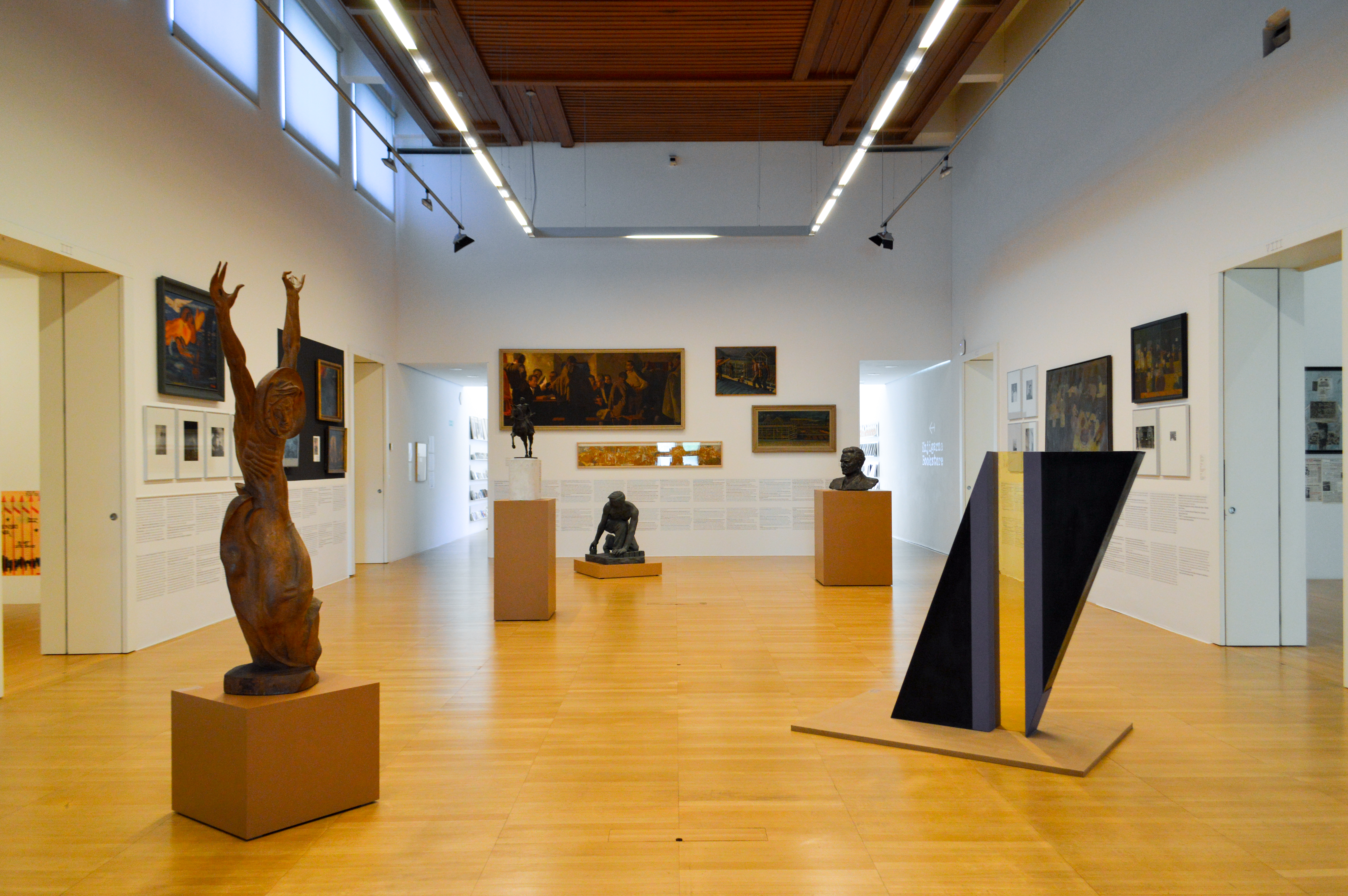
Sala ekspozycyjna
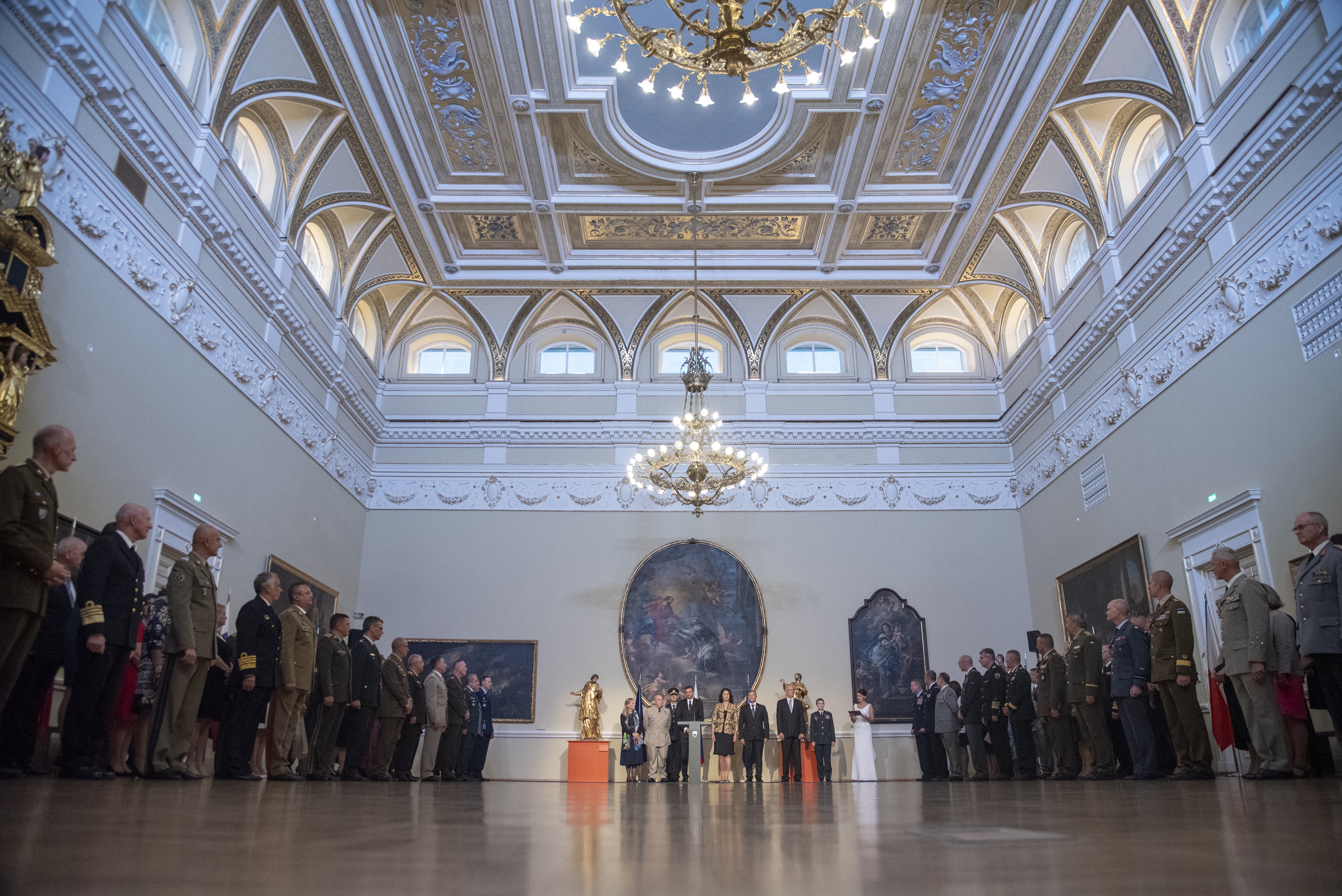
Goście konferencji NATO w muzeum